# منصور الطنبذي
منصور بن نصر الجشمي الهوازني الطنبذي فارس ووالي من أحفاد الفارس دريد بن الصمة من قبيلة بني جشم من هوازن، كان والياً على طرابلس للملك زيادة الله الأول بن إبراهيم الأغلبي ثالث ملوك الدولة الأغلبية، ثم ثار على زيادة الله وخلع طاعته لما قَتل زيادة الله سيد القبائل القيسية عمرو بن مُعَاوية السُّلمي وولديه الحباب وسكتان، فغضب منصور بن نصر وخلع طاعة زيادة الله وجمع قومه وأعلن العصيان وذلك في سنة 209 هـ وصار بينه وبين جيوش زيادة الله معارك كثيرة إلى أن ظفرت به جيوش زيادة الله وقتلوه وأُخمدت فتنته. قال أحمد بن الجزار: «ثار منصور بن نصر الطنبذي على زيادة الله بن إبراهيم بن الأغلب بتونس في إقليم المحمدية في موضعٍ يُقال له طنبذة، وبه لقّب الطنبذي، وباين بالخلاف، وجرت له مع زيادة الله حروب أُسر في أخرها وقُتِل صبراً وحمل رأسه في قصبة».